# A Ceremony of Carols
A Ceremony of Carols ("Ceremonia kolędowa") op. 28 – utwór angielskiego kompozytora Benjamina Brittena skomponowany w 1942 na harfę, głosy solowe i trzygłosowy chór chłopięcy do tekstów kolęd w języku średnioangielskim.

## Historia powstania
Ceremonia powstawała w kabinie szwedzkiego statku Axel Johnson podczas pięciotygodniowej, niebezpiecznej podróży kompozytora ze Stanów Zjednoczonych do ojczyzny przez Atlantyk w marcu i kwietniu 1942 roku. Britten opuścił Wielką Brytanię w 1939 i w kolejnych latach osiągnął sukces w Ameryce, nie wiedział jednak, jak zostanie z powrotem przyjęty we własnym kraju – znany był jego ostentacyjny pacyfizm, postawa w tym czasie niepopularna w Brytanii. Odmowa służby wojskowej mogła nieść różne skutki, włącznie z karą więzienia. Status obdżektora uzyskał dopiero po apelacji.
Edna Phillips - harfistka Orkiestry Filadelfijskiej - namawiała Brittena do skomponowania utworu na harfę. Podczas rozmowy w Nowym Jorku omawiali szczegóły i możliwości instrumentu, jednak wówczas kompozytor nie przyjął zamówienia, tłumacząc się dużym zdenerwowaniem przed odjazdem do Anglii. Jednak podczas podróży morskiej przez Ocean utwór powstał i harfa zajęła w nim poczesne miejsce.
Pierwsze wykonanie - bez części wstępnej i końcowej - odbyło się 5 grudnia 1942 w Bibliotece Norwich Castle w wykonaniu żeńskiego chóru Fleet Street Choir, sopranistki Margaret Ritchie, oraz harfistki Gwendolen Mason (pod dyrekcją T.B.Lawrence'a). Miesiąc później - 25 stycznia 1943 - w tym samym wykonaniu odbyła się pierwsza transmisja radiowa w BBC Home Service. Premiera pełnej wersji z częściami ramowymi Procession i Recession oraz nową kolędą That yongë child nastąpiła 4 grudnia 1943 w Wigmore Hall w Londynie w wykonaniu walijskiego chóru chłopięcego (little Welsh boys) z Morriston School oraz rosyjskiej harfistki Marii Korchinskiej pod dyrekcją Benjamina  Brittena.

## Tekst i obsada

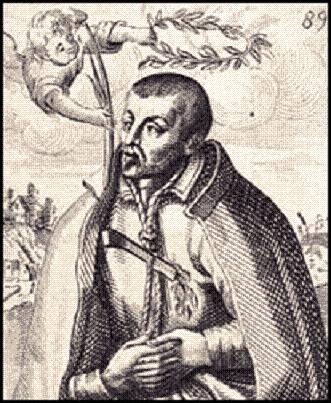
Sir Robert Southwell (1561–1595), męczennik i święty Kościoła Katolickiego, autor "This little Babe" ze zbioru "Newe Heaven, Newe Warre" (1595) oraz "In Freezing Winter Night" – tekstów wykorzystanych w "Ceremonii Kolędowej"

Podczas podróży jednym z przystanków na trasie był port Halifax w Nowej Szkocji, gdzie Britten natknął się w księgarni na książkę ze średniowiecznymi wierszami w języku średnioangielskim, z których część stała się później tekstami do utworów. Kompozytor przeznaczył Ceremonię na głosy solowe, trzygłosowy chór chłopięcy oraz harfę – obsadę wówczas bezprecedensową. W tym czasie nosił się bowiem z zamiarem napisania koncertu na harfę i orkiestrę, w związku z czym studiował możliwości i technikę gry na harfie; część chóralną aranżował także później na chór mieszany, wersja ta nie zyskała jednak popularności.

## Styl
Wykorzystanie elementów chorału gregoriańskiego oraz średniowiecznej i XVI-wiecznej poezji zapowiada późniejsze wielkie dzieła Brittena, które nawiązują do średniowiecznych moralitetów. Impresjonistyczną atmosferę utworu tworzy nietypowa obsada, nawiązująca z jednej strony do tradycyjnych angielskich chórów chłopięcych, ale wykorzystująca jednocześnie jako instrument towarzyszący harfę w miejsce tradycyjnych organów. W poszczególnych ogniwach pojawiają się motywy taneczne, a mimo dominującej faktury homofonicznej pojawiają się elementy kontrapunktyczne – jak na przykład kanon w części opisującej konflikt Dziecka z Szatanem.
Oryginalna atmosfera ewokowana przez Ceremony opisana została jako "rozkoszowanie się nieskalaną radością chłopięcej młodości, życia poprzedzającego jesień".

## Części

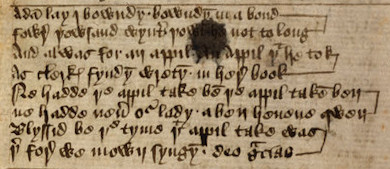
Jedyny zachowany manuskrypt "Adam lay i-bowndyn" (obecnie w posiadaniu Biblioteki Brytyjskiej), którego tekst Britten wykorzystał w części "Deo Gracias"

Początkowo Britten widział Ceremony jako zbiór niezwiązanych ze sobą utworów; później jednak postanowił stworzyć cykl, otwarty przez Processional (utwór na wejście) i zamknięty przez Recessional (utwór na zakończenie), z solowym interludium harfy pośrodku.
1. "Procession" ("Hodie Christus natus est", gregoriańska antyfona do Magnificatu podczas Nieszporów świątecznych)

2. "Wolcum Yole!"

3. "There is no Rose" 

4a. "That yonge child"

4b. "Balulalow" 

5. "As dew in Aprille" 

6. "This little Babe"  

7. "Interlude" (harfa solo)

8. "In Freezing Winter Night" 

9. "Spring Carol" 

10. "Deo Gracias" 

11. "Recession" ("Hodie")